# Fons (Lot)
Fons település Franciaországban, Lot megyében. Lakosainak száma 403 fő (2022. január 1.). Fons Le Bouyssou, Cambes, Camburat, Fourmagnac, Issepts, Lissac-et-Mouret, Reyrevignes és Saint-Bressou községekkel határos.

## Népesség
A település népességének változása:
| Lakosok száma | 295  | 321  | 341  | 386  | 399  | 402  | 405  | 409  | 409  | 403  |
|               | 1968 | 1982 | 1990 | 2006 | 2013 | 2015 | 2017 | 2019 | 2020 | 2022 |